# Asota concana
Asota concana là một loài bướm đêm trong họ Erebidae.